# Åre Östersunds flygplats
Åre Östersunds flygplats (IATA: OSD, ICAO: ESNZ), tidigare Frösö flygplats, är en internationell flygplats på Frösön i Jämtland, cirka 10 kilometer väster om Östersund och 85 kilometer öster om Åre. Swedavia äger och driver flygplatsen som marknadsförs med namnet Åre Östersund Airport.
Flygplatsen var den nionde största flygplatsen i Sverige med 219 595 passagerare 2022 samt den åttonde största inom Swedavias regi.

## Historik
Den första flygverksamheten på Frösön startade 1926 då Jämtlands flygflottilj (F 4) grundades som Flygvapnets 4:e flygkår. Jämtlands flygflottilj avvecklades genom försvarsbeslutet 2004, år 2005 och var då Sveriges äldsta aktiva flygflottilj. År 1958 öppnades flygplatsen för reguljär, civil flygtrafik och sedan dess har verksamheten ökat.

### Olycka
Den 9 september 2007 inträffade en incident med en MD-83 från det österrikiska flygbolaget MAP Jet (numera Common Sky). Flygplanet, som skulle flyga från Östersund till Antalyas flygplats i Turkiet, var vid starten överlastat och hade svårt att ta sig upp i luften. Planet lyfte precis i slutet av banändan, och förstörde ett par rader med landningsljus som stod utanför banändan. Flygplanet skadades inte, och flygningen fortsatte därefter som normalt. 
| ”                                                 | – Närmare en stor flygolycka i Sverige har vi inte varit på länge | „ |
| – haverikommissionens utredare Stefan Christensen |                                                                   |   |

Anledningen till att planet var överlastat var sannolikt kostnadsskäl. Om flygplanet hade medfört mindre flygbränsle skulle en mellanlandning ha varit nödvändig, vilket hade medfört extra kostnader. Slutsatsen från haverikommissionen var att besättningen var "övermotiverade".

## Kommunikationer till och från flygplatsen
Utanför flygplatsen passerar Länsväg Z 614, som går till centrala Östersund, samt ansluter till E14 i Ytterån för färd mot Åre. Restiden är cirka 10 minuter till Östersund och cirka en timme till Åre. Det finns två avgiftsbelagda långtidsparkeringar samt en korttidsparkering på flygplatsen.
- Buss: Vy Flygbussarna kör busstrafik mellan flygplatsen och centrala Östersund vilket tar cirka 15-20 minuter. Turerna är anpassade efter flygtrafikens ankomst- och avgångstider. För tillfället går det inte någon reguljär trafik till Åre men flygtransfer finns att förhandsboka.

- Taxi: Det finns flera olika taxibolag, både från Åre och Östersund som trafikerar flygplatsen. De flesta har fasta priser för resor till t.ex. centrala Östersund och Åre.

- Hyrbil: På flygplatsen finns ett flertal hyrbilsföretag bl.a. Hertz, Europcar, Avis och Sixt som även har diskar på flygplatsen.

### Avstånd
Avstånd till kommunhuvudorter som har flygplatsen som primär flygplats: Bräcke 80 km, Hammarstrand 106 km, Järpen 60 km (Åre 85), Krokom 25 km, Strömsund 108 km, Svenstavik 65 km och Östersund 9 km.

## Faciliteter på flygplatsen

### Service
Swedavia har en informationsdisk på flygplatsen och det finns trådlös internetanslutning på hela flygplatsen. Forex har en bankautomat för valutaväxling på flygplatsen. På flygplatsen finns även två konferensrum, en större vid ankomsthallen för upp till 25 personer och en mindre för upp till åtta personer i avgångshallen samt en mindre lounge innan säkerhetskontrollen för upp till åtta personer. Det finns även en större utrikeshall att hyra för event.

### Mat och shopping
Fram till sista maj 2023 fanns restaurangen Food efter säkerhetskontrollen. Restaurangen höll tidigare öppet vid samtliga avgångar men på grund av tappade intäkter jämfört med åren innan coronapandemin lades verksamheten ner. Det finns en taxfreebutik på flygplatsen som går att handla i för både inrikes och utrikes resande.

### Boende
Det finns inga hotell just vid flygplatsen men 3 minuter från flygplatsen på andra sidan landningsbanan finns hotellet Quality Hotel i Frösö Park samt flera hotell i Östersund (cirka 10 min från flygplatsen).

## Destinationer
Flygbolag som trafikerar Åre Östersund Airport.
| Flygbolag             | Destinationer                                 |
| --------------------- | --------------------------------------------- |
| Jonair                | Umeå                                          |
| Scandinavian Airlines | Stockholm-Arlanda, Köpenhamn (säsong)         |
| Croatia Airlines      | Split (charter)                               |
| Sunclass Airlines     | Rhodos (charter), Heraklion (Kreta) (charter) |

## Handlingbolag
- Rampverksamhet och passagerarhandling: Swedavia[13]

## Statistik
Sökfråga på wikidata efter rådata.

## Galleri

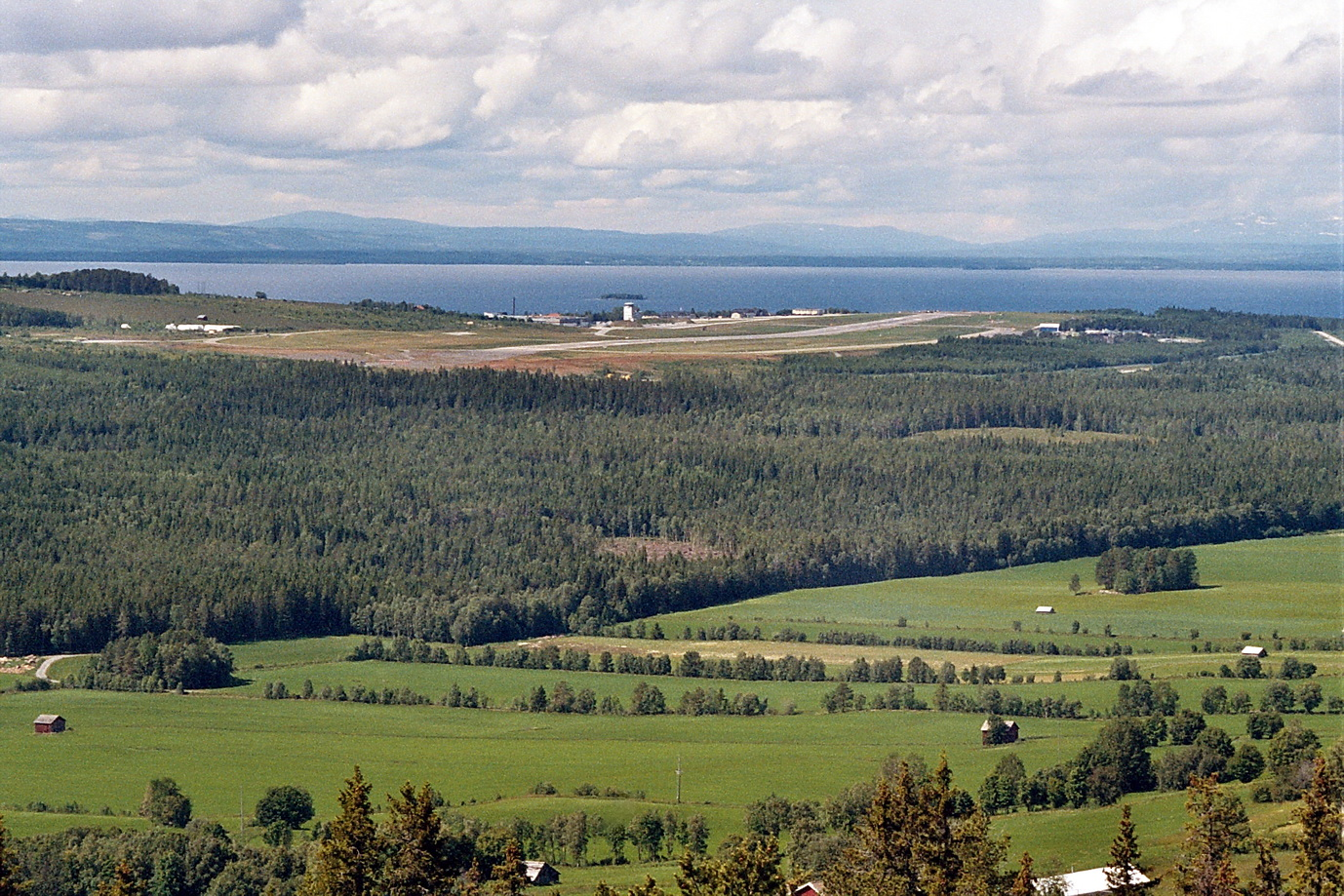
Åre Östersunds flygplats, vy från öster.
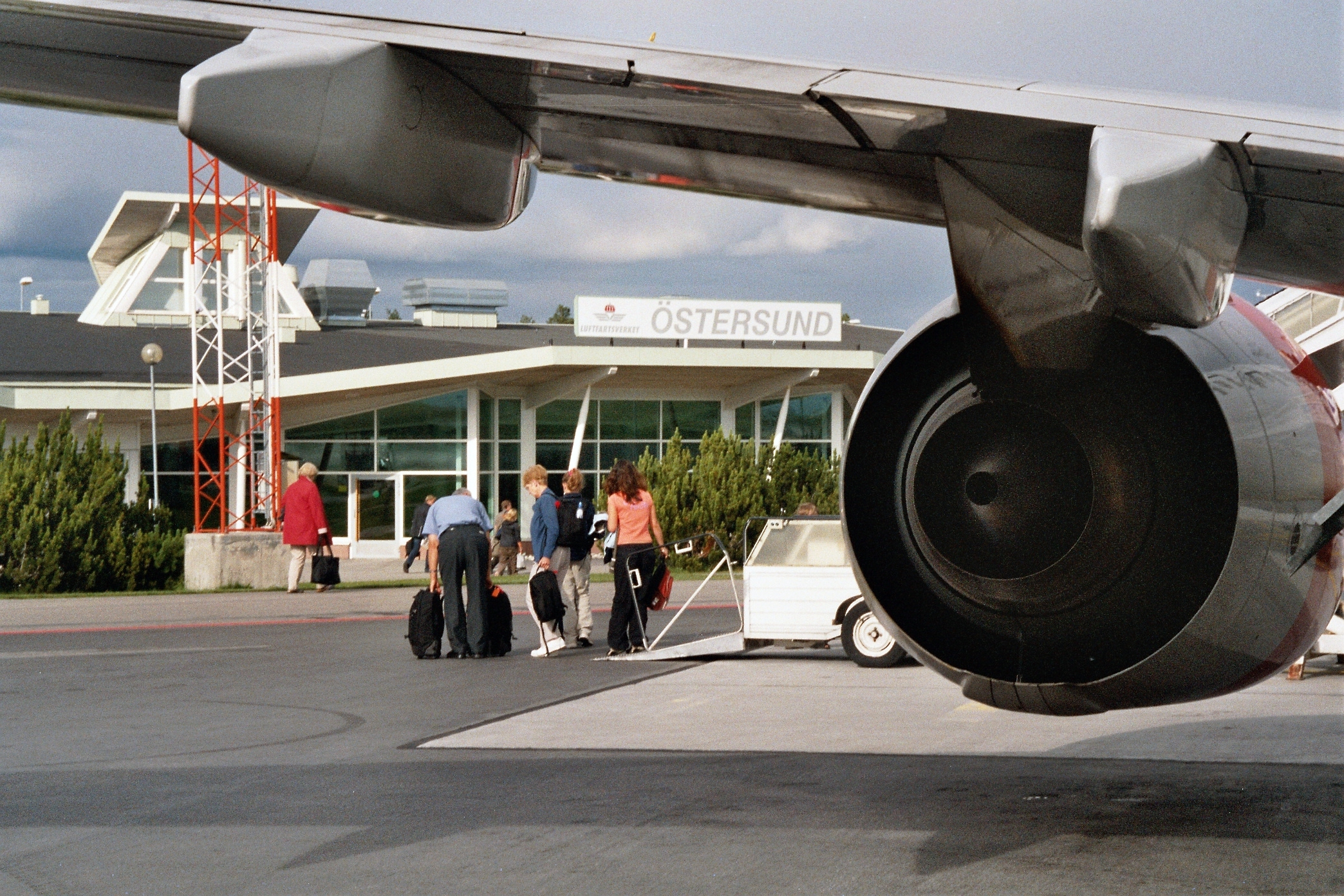
Åre Östersunds flygplats, terminal.
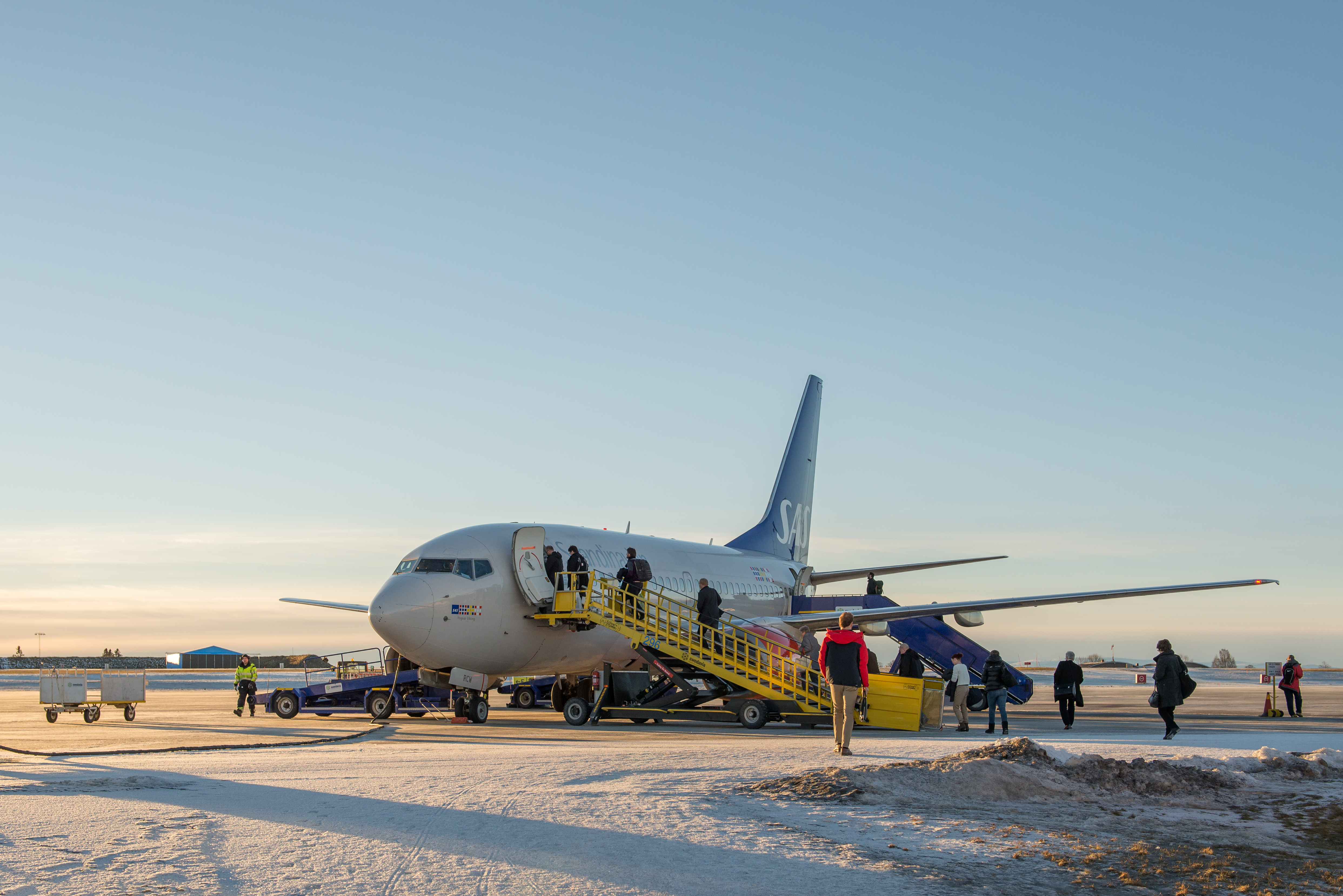
Åre Östersunds flygplats, påstigning.
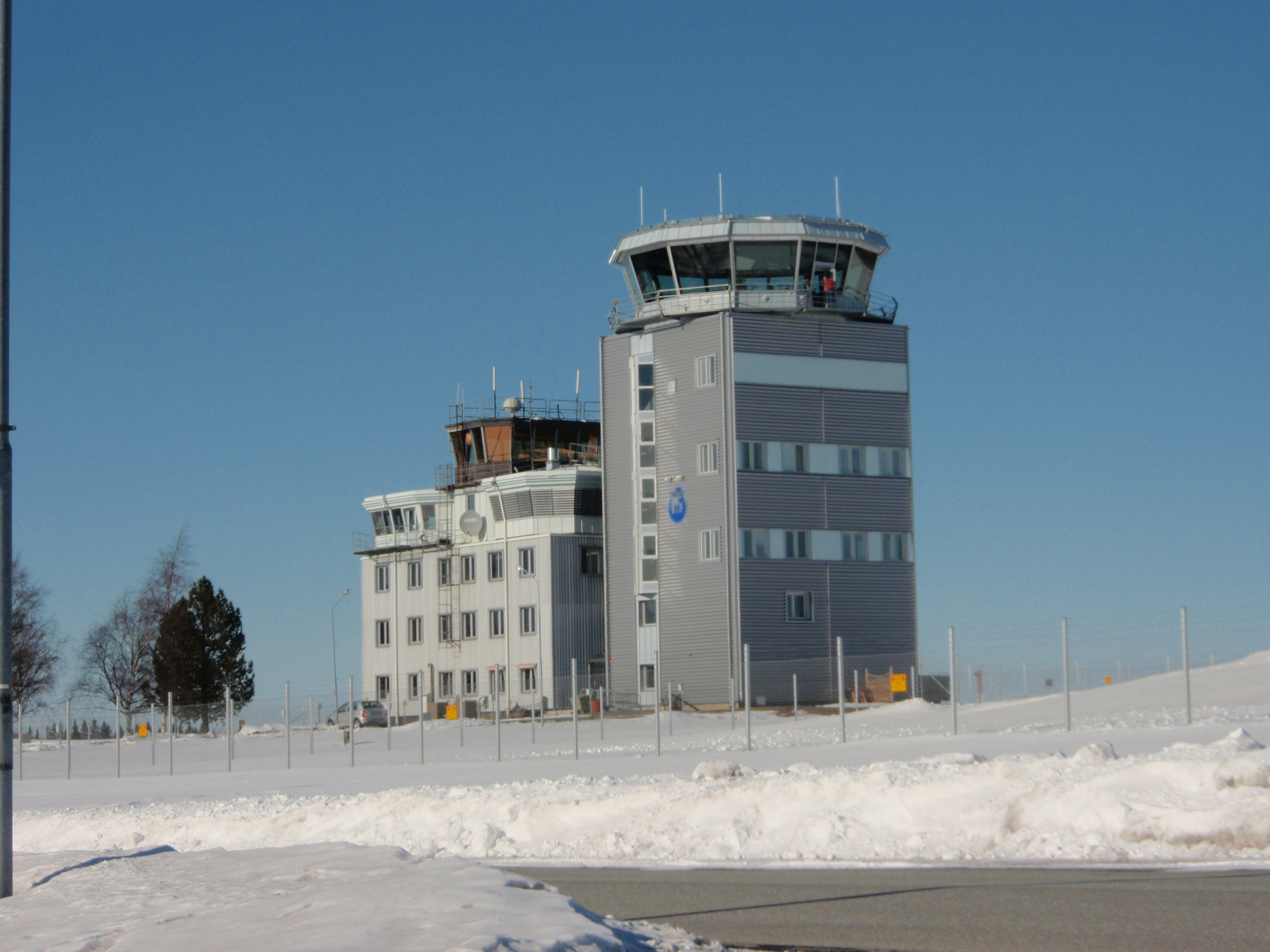
Kontrolltornet.
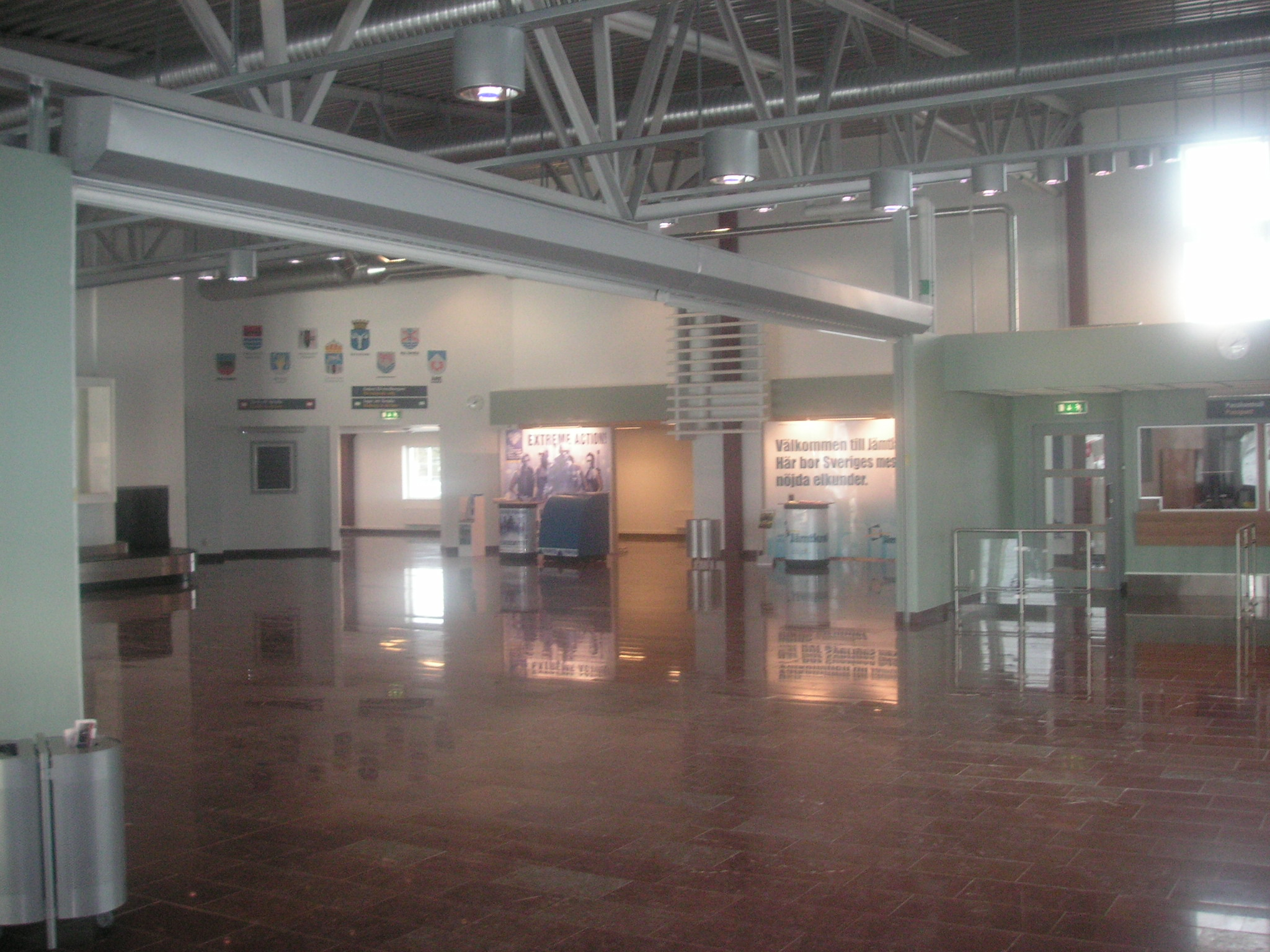
Nya ankomsthallen.
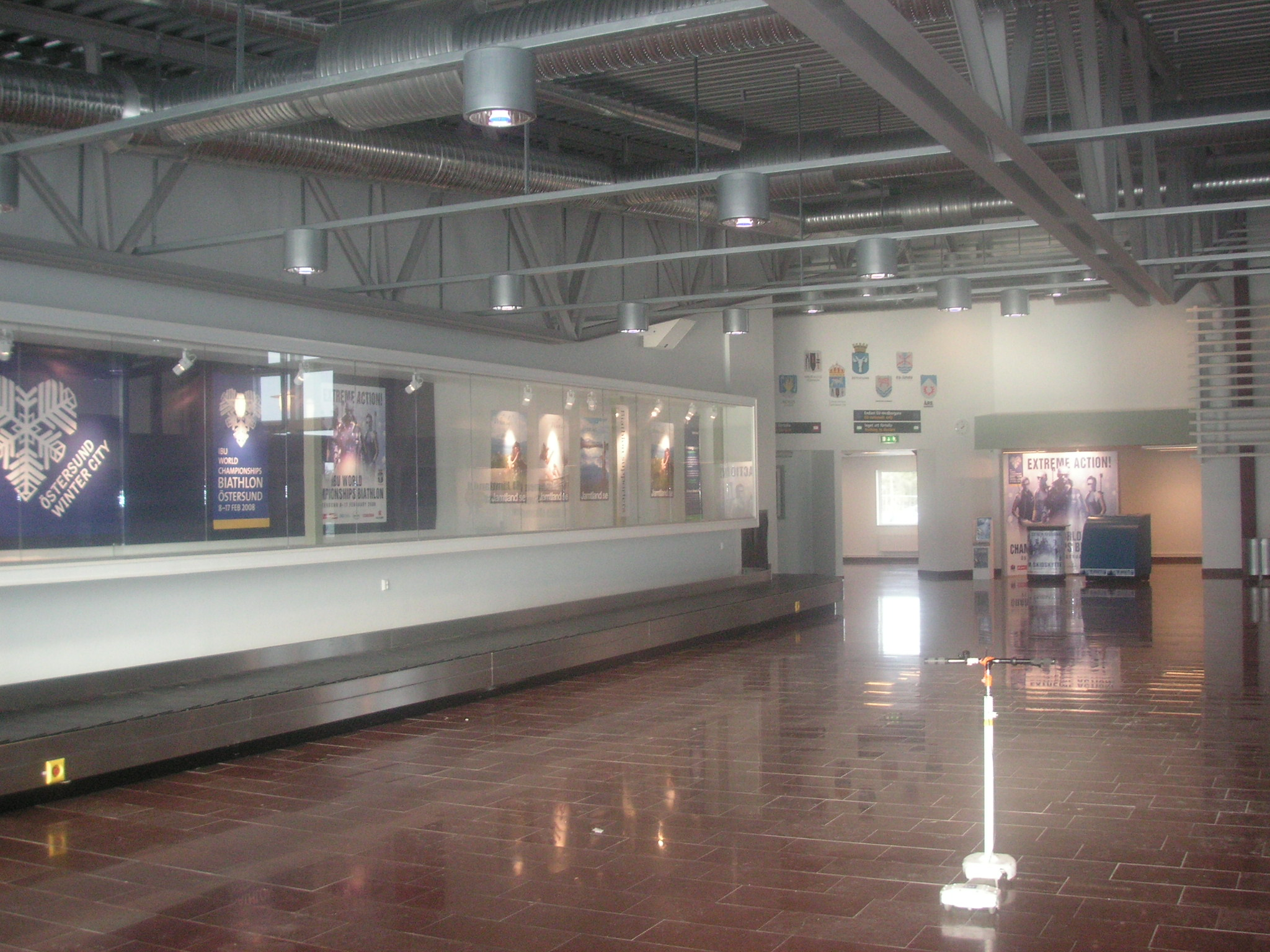
Nya ankomsthallen.
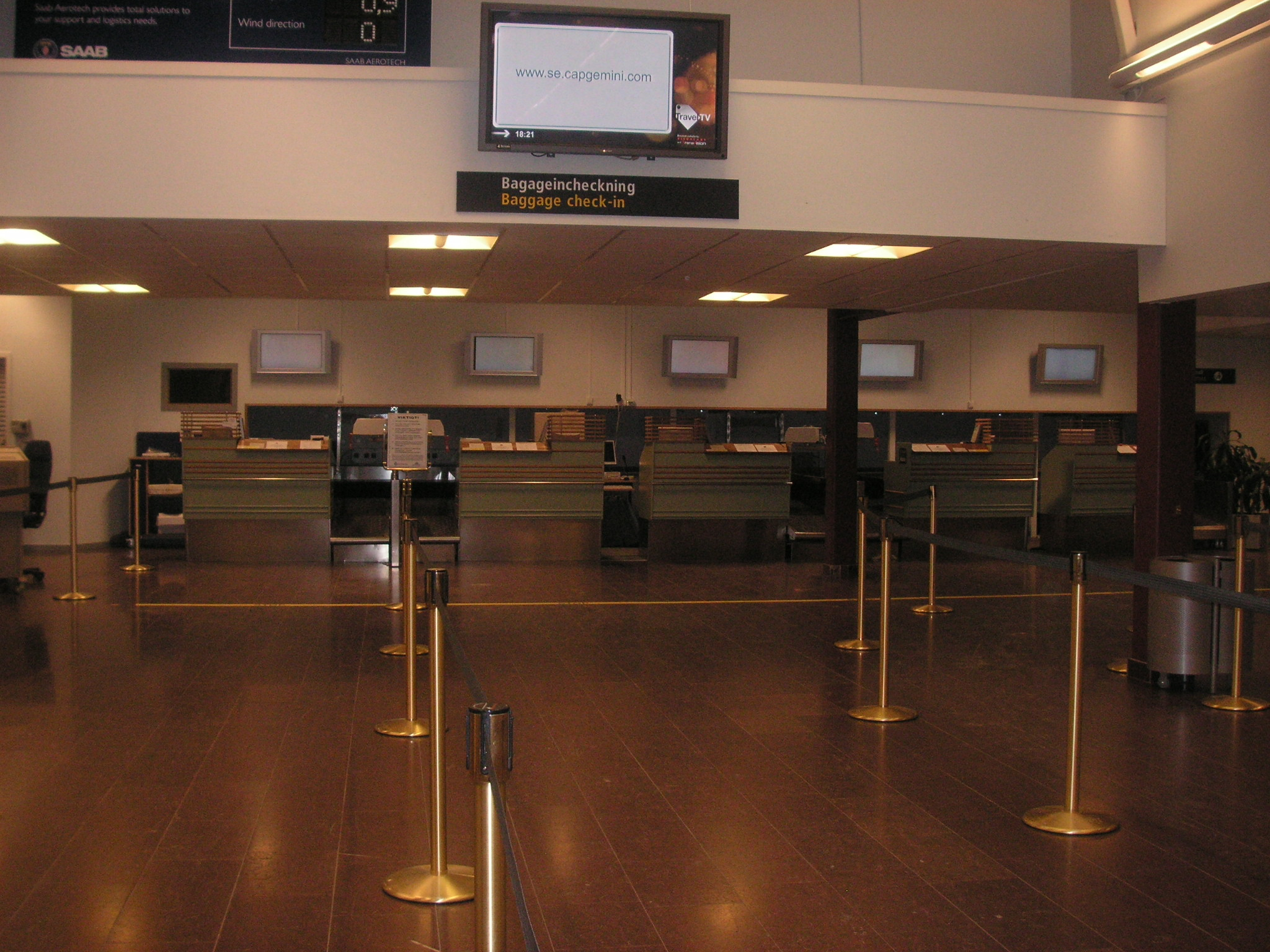
Check-in.
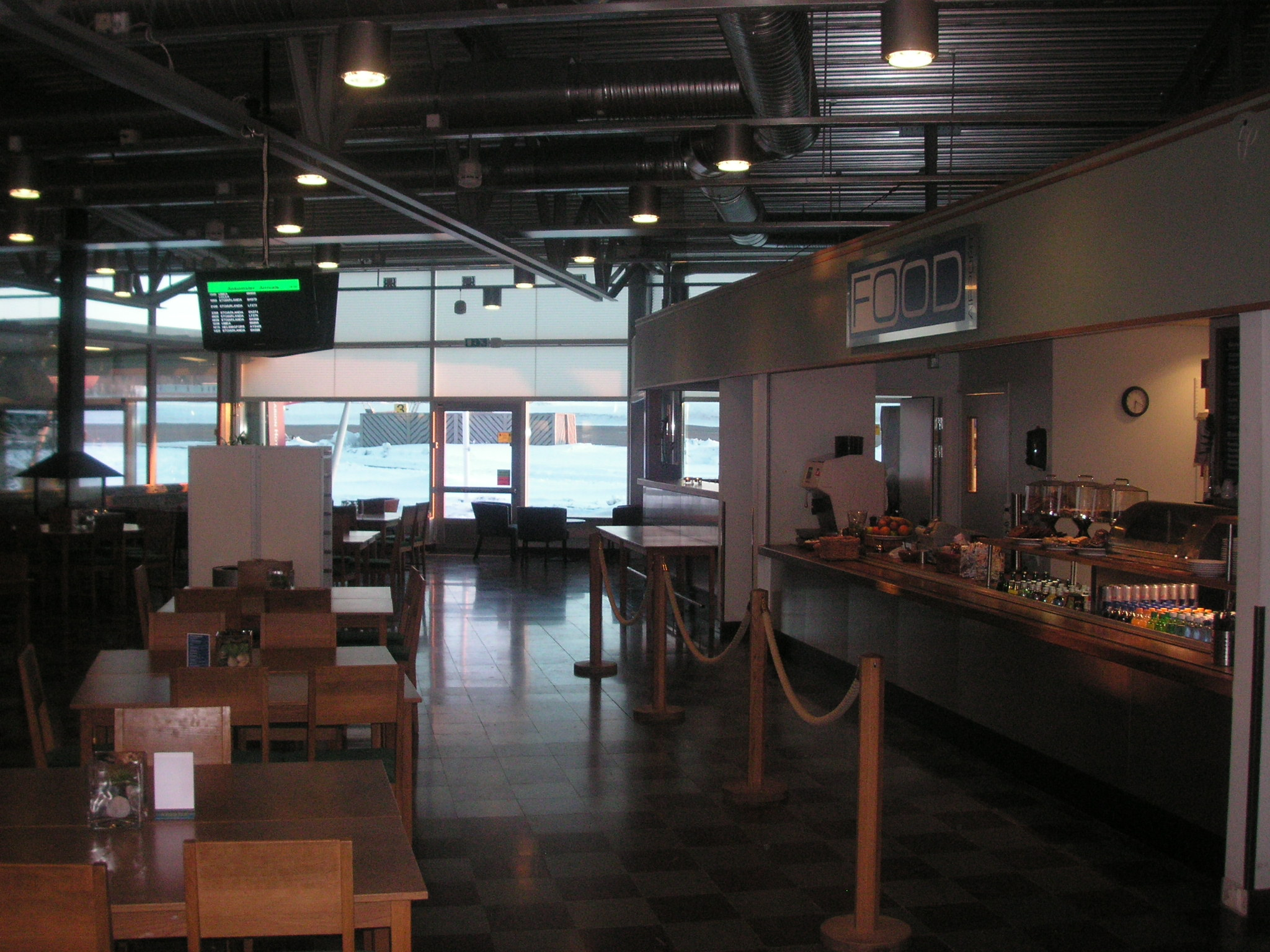
Restaurangen.